# (9681) Sherwoodrowland
(9681) Sherwoodrowland ist ein Asteroid des äußeren Hauptgürtels, der am 24. September 1960 von dem niederländischen Astronomenehepaar Cornelis Johannes van Houten und Ingrid van Houten-Groeneveld entdeckt wurde. Die Entdeckung geschah im Rahmen des Palomar-Leiden-Surveys, bei dem von Tom Gehrels mit dem 120-cm-Oschin-Schmidt-Teleskop des Palomar-Observatoriums aufgenommene Feldplatten an der Universität Leiden durchmustert wurden.
Der Asteroid gehört zur Eos-Familie, einer Gruppe von Asteroiden, welche typischerweise große Halbachsen von 2,95 bis 3,1 AE aufweisen, nach innen begrenzt von der Kirkwoodlücke der 7:3-Resonanz mit Jupiter, sowie Bahnneigungen zwischen 8° und 12°. Die Gruppe ist nach dem Asteroiden (221) Eos benannt. Es wird vermutet, dass die Familie vor mehr als einer Milliarde Jahren durch eine Kollision entstanden ist.
Die zeitlosen (nichtoskulierenden) Bahnelemente von (9681) Sherwoodrowland sind fast identisch mit denjenigen von neun kleineren, wenn man von der Absoluten Helligkeit von 14,4, 14,4, 14,5, 15,1, 14,6, 14,5, 14,6, 15,7 und 16,0 gegenüber 13,4 ausgeht, Asteroiden: (10173) Hanzelkazikmund, (72853) 2001 HE42, (91821) 2001 TN277, (159524) 2001 FO96 (163541) 2002 TC77, (192211) 2007 KO3, (195771) 2002 PK131, (255174) 2005 UL226 und (313910) 2004 PO63.
(9681) Sherwoodrowland ist nach dem US-amerikanischen Chemiker Frank Sherwood Rowland benannt, der 1995 gemeinsam mit Paul J. Crutzen und Mario J. Molina für Arbeiten zur Chemie der Erdatmosphäre, besonders über Bildung und Abbau von Ozon, den Nobelpreis für Chemie erhielt. Die Benennung des Asteroiden erfolgte am 11. November 2000. Nach Paul J. Crutzen wurde am selben Tag der Asteroid des inneren Hauptgürtels (9679) Crutzen benannt, nach Mario J. Molina ebenfalls am 11. November 2000 der Asteroid des inneren Hauptgürtels (9680) Molina.